# Circuit Gilles Villeneuve
Circuit Gilles Villeneuve er et motorsportsanlæg beliggende i Montreal, Quebec, Canada. Siden banens åbning i 1978, har den hvert år med få undtagelser, lagt asfalt til Canadas Grand Prix i Formel 1-serien.
12. juni 1982 blev banen opkaldt efter den netop afdøde canadiske racerkører Gilles Villeneuve, hvor den inden hed Île Notre-Dame Circuit.

## Historie
Banen blev i 1978 opført på den kunstige ø Île Notre-Dame. Noget af den 4,361 kilometer lange strækning er en gadebane, hvor der normalt er offentlig adgang.